# رابرت ویلسون (کارگردان)
رابرت ویلسون کارگردان و نویسنده تئاتر تجربی آمریکاییست که در رسانه‌ها از او با عنوان آوانگاردترین هنرمند تئاتر آمریکا (حتی جهان) یاد شده‌است. در طول مسیر گسترده هنرش، کارهایی همچون طراحی حرکت، اجرا (پرفرم)، نقاشی، مجسمه‌سازی، ویدیوآرت و طراحی نور و صدا را نیز انجام داده‌است. شهرت وی حاصل همکاریش با فیلیپ گلس در «انیشتین روی ساحل» و بسیاری از هنرمندان دیگر از جمله هاینر مولر، ویلیام اس. بورو، الن گینسبرگ، لو رید، تام ویتس، لیدی گاگا و.. می‌باشد.
رابرت (باب) ویلسن «در واکوی تکزاس، در چهارم اکتبر ۱۹۴۱ به دنیا آمد و اولین فرزند خانواده ای متمول بود. پدرش وکیلی موفق بود که در شهرِ محل کارش به دلیل فعالیت‌های گسترده اجتماعی از خوش نامی برخوردار بود، ولی مادر رابرت، سرد و گوشه گیر، در پرورشگاه بزرگ شده بود و پس از ازدواج به هیچ فعالیت اجتماعی ای نپرداخت. باب از همان کودکی به دلیل طبیعت متفاوت والدینش، قادر به تبادل عاطفی با والدینش نبود. ویلسن معتقد است که پدرش، حکمران خانه و مادرش، الهه سکوت بود. پس از مرگ پدرش، مادر که قادر به مراقبت از فرزندانش نبود، آنها را فرستاد تا در مزارع کار بکنند. در همین وضعیت، باب تحت چنین شرایطی، احساس تعلق به خانواده اش را از دست داد. او تمایلی به کار روزانه نداشت و معمولا شبانه کار می‌کرد و طی روز خودش را از دیگران پنهان می‌کرد.

## اجراهای تئاتری
- پادشاه اسپانیا (۱۹۶۹)
- حیات و زمانهٔ زیگموند فروید (۱۹۶۹)
- نگاه ناشنوا (۱۹۷۰)
- کا ماونتن و گاردنیا تراس (۱۹۷۲)
- حیات و زمانهٔ جزف استالین (۱۹۷۳)
- نامه به ملکه ویکتوریا (۱۹۷۴)
- اینشتین بر کرانه (۱۹۷۴)
- توی ایوانم نشسته بودم پیداش شد فکر کردم هذیانی شده‌م (۱۹۷۷)
- مرگ، ویرانی و دیترویت (۱۹۷۹)
- ادیسن (۱۹۷۹)
- پنجره‌های طلایی (۱۹۷۹)
- ایستگاه‌ها (۱۹۸۲)
- جنگهای داخلی: درخت افتاده را راحت‌تر می‌توان اندازه گرفت (۱۹۸۴)
- شاه لیر شکسپیر (۱۹۸۵)
- هملت ماشینیِ هاینر مولر (۱۹۸۶)
- الکیستیس اثر اوریپیذیس (۱۹۸۶ و ۱۹۸۷)
- مرگ، ویرانی و دیترویت دو (۱۹۸۷)
- کوارتت اثر هاینر مولر (۱۹۸۷)
- شهادت قدیس سباستین (۱۹۸۸)
- اورلاندو بر اساس رمانی از ویرجینیا وولف (۱۹۸۹)
- زیبایی های اسرارآمیز (۱۹۹۰)
- سوار سیاه‌پوش (۱۹۹۰)
- پارسیفال اثر ریچارد واگنر (۱۹۹۱)
- الیس (۱۹۹۲)
- دکتر فاستوس چراغ‌ها رو روشن می‌کند (۱۹۹۲)
- پوست، گوشت و استخوان (۱۹۹۴)
- لوهرگرین (۱۹۹۸)
- پرواز بر فراز اقیانوس اثر برتولت برشت (۱۹۹۸)
- وُییِژک (۲۰۰۰)
- پرسفونی (۲۰۰۱)
- وسوسه‌های قدیس آنتونی (۲۰۰۳)
- آیدا (۲۰۰۳)
- ایلا گالیگو (۲۰۰۴)
- افسانه‌های لافونتن (۲۰۰۵)
- پِر گنت اثر هنریک ایبسن (۲۰۰۵)
- لئونس و لئونا اثر بوخنر (۲۰۰۶)
- اپرای سه‌پولی برشت (۲۰۰۷)
- روزهای خوش بکت (۲۰۰۸)
- مولوی (۲۰۰۸)
- فاوست (۲۰۰۸)
- غزلیات شکسپیر (۲۰۰۹)
- آخرین نوار کراپ (۲۰۰۹)
- اورفه (۲۰۰۹)
- حیات و زمانهٔ مارینا آبراموویچ (۲۰۱۱)
- پیتر پن (۲۰۱۳)
- پیرزن (۲۰۱۳)
- آخرین روزهای بشر اثر کارل کراوس (۲۰۱۴)
- فاوست ۱ و ۲ (۲۰۱۵)
- اشتیاق آدم (۲۰۱۵)
- قصه‌های پرنیان پوشکین (۲۰۱۵)
- لا تراویاتا (۲۰۱۶)
- ماریا گفت آنچه را گفت (۲۰۱۹)